# آدور ولدینگ
آدور ولدینگ (انگلیسی: Ador Welding) شرکت تولید صنعتی هندی است، که در سال ۱۹۵۱ تأسیس شد.